# Carrer del General Riera
El carrer del General Riera de Palma, a Mallorca, és una de les vies principals de la ciutat. Connecta la carretera d'Establiments amb les avingudes de Palma, concretament a la confluència de l'avinguda del Comte Sallent amb l'avinguda d'Alemanya. Deu el nom a Bernat Riera Alemany, un metge militar andritxol.